# 945년

## 연호
- 후진(後晉) 개운(開運) 2년
- 요(遼) 회동(會同) 8년
- 일본(日本) 덴교(天慶) 8년
- 남한(南漢) 건화(乾和) 3년
- 민(閩) 천덕(天德) 3년
- 후촉(後蜀) 광정(廣政) 8년
- 남당(南唐) 보대(保大) 3년

## 기년
- 후진(後晉) 출제(出帝) 4년
- 요(遼) 태종(太宗) 19년
- 고려(高麗) 혜종(惠宗) 2년

## 사건
- 혜종이 병으로 얻어 34세의 나이로 세상을 떠나자 이복동생 요가 23세의 나이로 왕위에 오름. 고려 3대 국왕 정종.
- 정종이 박술희를 죽이고 반역자 왕규를 잡아 참살함.
- 세계 최대의 화산 백두산[1]폭발로 인하여 함경북도, 양강도, 연해주, 북간도는 사람이 200년 동안 살지 못하였다.

## 즉위년945.9.16.졸
- 고려(高麗) 2대 국왕(國王) 혜종(惠宗)
- 고려(高麗)의 문신(文臣) 왕규(王規)
- 고려(高麗)의 무신(武臣) 박술희(朴述熙/朴述希)

1. ↑  Jee, Yong Keum; Lee, Gyeng Bin; Choi, Jung Ryel; Kim, Ji Tae (2014년 3월 31일). “Assessment of Water Quality in Paldang-dam Surface Area through the Estimation of Volcanic Ash Toxic Components from Mt. Baekdu”. 《Journal of Korea Water Resources Association》 47 (3): 237–245. doi:10.3741/jkwra.2014.47.3.237. ISSN 1226-6280.